# Ramesses I
Ramesses I, hay Ramses I (còn có tên là Pramesse trước khi lên ngôi), là vị pharaon sáng lập ra Vương triều thứ 19 của Ai Cập cổ đại; sử gọi là triều Tiền Ramessid. Ông vốn là một vị Tể tướng tài giỏi của pharaon Horemheb, vị pharaon cuối cùng của Vương triều thứ 18. Sau khi Horemheb qua đời mà không có con kế vị, Pramesse lên ngôi hoàng đế với vương hiệu Ramesses I và cai trị trong khoảng 1295 - 1294 TCN hay 1292 - 1290 TCN. Ông qua đời khi mới cai trị được 2 năm 16 tháng và con trai ông là Seti I lên ngôi.

## Thân thế
Ban đầu có tên là Pa-ra-mes-su, Ramesses I không sinh ra trong một gia đình hoàng gia mà được sinh ra trong một gia đình tướng lĩnh cao quý từ vùng đồng bằng châu thổ sông Nile, có lẽ gần kinh đô cũ của người Hyksos là Avaris, hoặc từ Tanis. Ông là con trai của một tướng lĩnh quân đội tên là Seti. Ông có 5 chị em gái và 3 anh em trai tên là Pay, Minamon and Hawnefer. Chú của ông Khaemwaset đã kết hôn với Tamwadjesy, người quản lý hậu cung của Amun, một người bà con của Huy, Tổng đốc Kush, một vùng đất quan trọng của quốc gia. Điều này cho thấy địa vị cao của gia đình Ramesses. Ramses I đã nhận được sự ưu ái của Horemheb, pharaon cuối cùng của vương triều 18 hỗn loạn, người đã bổ nhiệm ông làm tể tướng của mình. Ramesses còn được bổ nhiệm làm tư tế tối cao của đền thờ Amun, như vậy, ông có thể đã đóng một vai trò quan trọng trong việc phục hồi của các tôn giáo cũ.
Horemheb đã là một nhà quý tộc không thuộc gia đình hoàng tộc, mà là một người đã vươn lên nhờ các chức vụ trong quân đội Ai Cập để phục vụ như là cố vấn của hoàng gia của Tutankhamun và Ay, và cuối cùng là pharaon. Vì Horemheb không có con nên cuối cùng ông đã chọn Ramesses là người kế vị vào những năm tháng cuối đời, có lẽ vì Ramesses là một người có tài cai trị và có một con trai (Seti I) và một cháu trai (tương lai là Ramesses II) để kế vị ông, tránh được việc không có người thừa kế sau này.
Khi lên ngôi, Ramesses sử dụng một tên riêng, khi phiên âm, tên này là mn-pḥty-r ', mà thường được giải thích là Menpehtyre, có nghĩa là "Được lên ngôi bởi sức mạnh của Ra". Tuy nhiên, ông được biết đến bởi nomen của mình, hoặc tên cá nhân. Nó được phiên âm là r'-ms-sw, và thường được coi là Ramessu hoặc Ramesses, có nghĩa là "Ra sinh ra ông". Khi lên kế vị, ông đã cao tuổi, chính vì thế Ramesses đã bổ nhiệm con trai của mình, sau đó là pharaon Seti I, là Thái tử và được lựa chọn làm người kế nhiệm. Seti đã được giao nhiệm vụ tiến hành một số hoạt động quân sự đặc biệt trong thời gian này, một cố gắng để thu hồi một số đất đai của Ai Cập bị mất ở Syria. Ramesses đã phụ trách các vấn đề trong nước: đáng nhớ nhất, ông hoàn thành cửa tháp thứ hai tại đền Karnak, bắt đầu dưới thời Horemheb.

## Qua đời

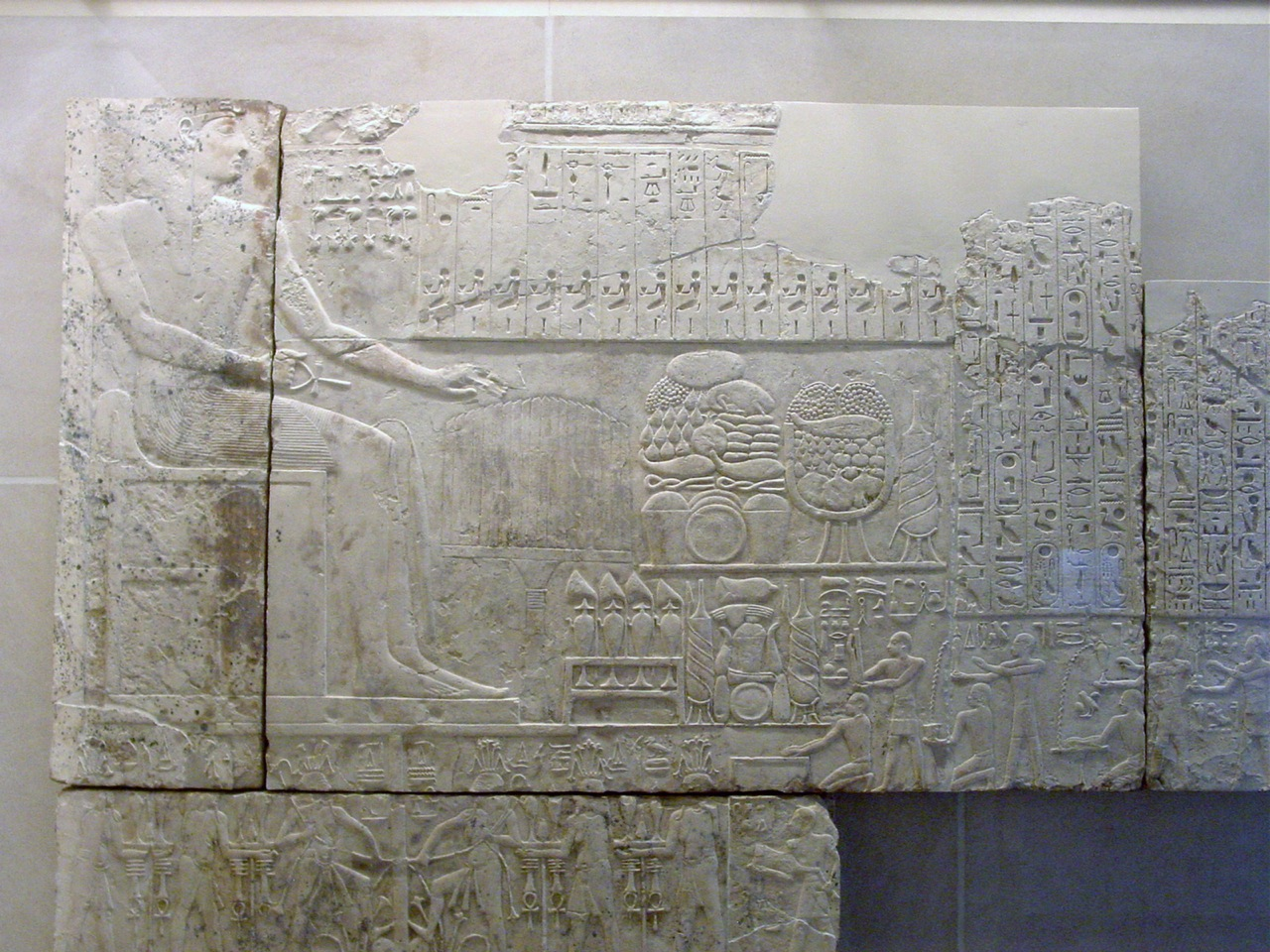
Bia đá tại đền thờ nhỏ của Ramesses I được dựng bởi Seti I, con ông

Ramesses I có một vương triều rất ngắn, bằng chứng là có rất ít ỏi các đài kỷ niệm đương thời nhắc đến ông: nhà vua đã có ít thời gian để xây dựng các công trình quan trọng ở bất kỳ lúc nào trong thời gian trị vì của ông và đã được chôn cất vội vã trong một lăng mộ nhỏ và nhanh chóng hoàn thành. Giáo sĩ Ai Cập Manetho ấn định rằng thời gian trị vì của ông là 16 tháng. Ramesses được chôn cất tại Thung lũng các vị vua. Ngôi mộ của ông, phát hiện bởi Giovanni Belzoni năm 1817 và được đặt tên là KV16, có kích thước nhỏ. Joyce Tyldesley nói rằng ngôi mộ của Ramesses I bao gồm một hành lang và một phòng mà chưa hoàn thành.
Xác ướp của ông bị đánh cắp bởi một kẻ trộm tên Abu-Rassul và được đưa đến Bắc Mỹ vào khoảng năm 1860 bởi tiến sĩ James Douglas. Xác ướp đã được trả lại cho Ai Cập vào ngày 24 tháng 10 năm 2003 và được trưng bày tại Bảo tàng Luxor.